# Béla Bartalos
Béla Bartalos, madžarski rokometaš, * 6. julij 1948, Polgárdi.
Leta 1972 je na poletnih olimpijskih igrah v Münchnu v sestavi madžarske rokometne reprezentance osvojil osmo mesto. 
Sodeloval je še na poletnih olimpijskih igrah leta 1976 (šesto mesto) in leta 1980 (četrto mesto).